# Platonisme
Platonisme er Platons filosofi samt filosofiske systemer, der er tæt afledt af den. Platonismens grundlæggende opfattelse er, at abstrakte begreber (for eksempel "mennesket", "det gode", "tal") faktisk eksisterer i en højere verden. De er ikke blot navne eller betegnelser, som mennesker har fundet på. De eksisterer som (åndelige) "ideer" i en "ideverden", der er uden for rum og tid. De er "urbilleder" for de enkelte fysiske ting. For eksempel er "mennesket" et urbillede for alle enkelte mennesker.  
En variant af platonismen er begrebsrealismen, som var en udbredt opfattelse i middelalderen, og som spillede en rolle i forbindelse med universaliestriden. Begrebsrealismen går ud på, at almenbegreber (f.eks. "retfærdighed" eller "rundhed") har en selvstændig eksistens, der er uafhængig af de enkelte ting ("Sokrates er retfærdig", "Kagen er rund").
En modsat filosofisk opfattelse af platonismen (og begrebsrealismen) er nominalismen, der benægter, at abstrakte objekter eksisterer selvstændigt, og som hævder, at almenbegreber ("Gud", "menneskehed" og "tal") kun er navne og betegnelser, som mennesker har fundet på.
Den matematiske platonisme, der blandt andet er repræsenteret ved den østrigsk-amerikanske matematiker Kurt Gödel (1906-1978), går ud på, at matematiske objekter faktisk eksisterer, idet de er adskilt fra den materielle verden og er uafhængige af rum og tid. Matematiske objekter (tal, lighedstegn, linjer, cirkler, osv.) er ikke blot begreber, der bliver skabt eller opfundet af mennesket, således som den matematiske formalisme hævder. De har en selvstændig eksistens - ligesom solen og månen eksisterer uafhængigt af mennesket. Matematik er derfor ikke opfundet, men opdaget.